# 1532
Il 1532 (MDXXXII in numeri romani) è un anno bisestile del XVI secolo.

## Eventi
- 9 aprile - Nella Repubblica di Lucca, la Rivolta degli Straccioni viene soffocata nel sangue
- Nell'estate del 1532 si svolse a Chanforan in val d'Angrogna, un'importante assemblea del movimento valdese, "in presentia di tutti li ministri et etiandio del populo". Non in segreto, ma pubblicamente, viene accettata la risoluzione di aderire alla riforma protestante. Cessano in quel momento i 3 secoli e mezzo di clandestinità.
- 1º ottobre - Orlando Furioso di Ludovico Ariosto: a Ferrara, presso l'editore Francesco Rosso da Valenza, esce la terza e definitiva edizione del poema ariostesco. Questa versione si caratterizza per una lingua ripulita dai regionalismi tipici delle prime due edizioni e dall'allungamento dell'opera a quarantasei canti per l'inserimento di nuovi episodi (Olimpia, la rocca di Tristano, Marganorre, Ruggiero e Leone).
- 16 novembre – Francisco Pizarro con l'inganno cattura a Cajamarca l'imperatore Inca Atahualpa e lo imprigiona massacrandone i soldati.
- 3-4 dicembre – Nella cappella di Chambéry, in Francia, dove all'epoca era custodita la Sindone, si sviluppa un incendio che rischia di bruciare il lenzuolo. Il reliquiario d'argento che lo conteneva viene portato in salvo in tempo ma alcune gocce d'argento avevano già provocato delle bruciature nel tessuto, che verranno in seguito rattoppate.
- Ancona perde la sua indipendenza: in seguito ad un colpo di Stato ante litteram passa al dominio diretto dello Stato della Chiesa, in base ai piani di papa Clemente VII. La resistenza viene repressa nel sangue.
- I Medici tornano a Firenze, che diventa ducato grazie alla Spagna.
- Il sultano ottomano Solimano il Magnifico minaccia nuovamente Vienna, dopo aver fallito l'assedio del 1529.

## Nati

### Gennaio
- 22 gennaio - Giacomo Menochio, giurista italiano († 1607)

### Febbraio
- 2 febbraio - Sofonisba Anguissola, pittrice italiana († 1625)
- 19 febbraio - Jean Antoine de Baïf, poeta francese († 1589)
- 21 febbraio - Alfonso Ceccarelli, falsario, storico e scrittore italiano († 1583)

### Marzo
- 20 marzo - Giovanni de Ribera, patriarca cattolico e santo spagnolo († 1611)

### Aprile
- 6 aprile - Vitellozzo Vitelli, cardinale e vescovo cattolico italiano († 1568)
- 23 aprile - Anna Maria di Brunswick-Lüneburg, nobile († 1568)
- 26 aprile - Conrad Dasypodius, matematico e astronomo svizzero († 1600)

### Giugno
- 6 giugno - Giulio Antonio Santori, cardinale italiano († 1602)
- 7 giugno - Amy Robsart, nobile inglese († 1560)
- 24 giugno - Robert Dudley, I conte di Leicester, conte inglese († 1588)
- 24 giugno - Edzardo II della Frisia orientale, conte († 1599)
- 24 giugno - Guglielmo IV d'Assia-Kassel, nobile († 1592)
- 27 giugno - Insun di Joseon, regina coreana († 1575)

### Luglio
- 1º luglio - Marino Grimani, doge († 1605)
- 12 luglio - Matilde di Wittelsbach, nobile († 1565)

### Agosto
- 14 agosto - Maddalena d'Asburgo, nobildonna († 1590)

### Ottobre
- 4 ottobre - Francisco de Toledo Herrera, gesuita e cardinale spagnolo († 1596)
- 9 ottobre - Francisco de Moncada y Cardona, nobile, politico e militare spagnolo († 1594)

### Novembre
- 22 novembre - Anna di Danimarca, principessa danese († 1585)

### Dicembre
- 5 dicembre - Nikolaus Selnecker, teologo e organista tedesco († 1592)
- 7 dicembre - Ludovico I di Sayn-Wittgenstein, nobile tedesco († 1605)
- 20 dicembre - Orazio Samacchini, pittore italiano († 1577)
- 20 dicembre - Giovanni Günther I di Schwarzburg-Sondershausen, conte († 1586)
- 26 dicembre - Guilielmus Xylander, umanista, filologo classico e traduttore tedesco († 1576)

### Senza giorno specificato
- Mohammad Khodabanda, sovrano persiano († 1595)
- Antonio Agelli, vescovo cattolico e biblista italiano († 1608)
- Ginevra Alighieri, nobile italiana
- William Allen, cardinale inglese († 1594)
- Matteo Barbabianca, vescovo cattolico italiano († 1582)
- Antonio Beffa Negrini, scrittore, poeta e storico italiano († 1602)
- Claudio Borghese, vescovo cattolico italiano († 1590)
- Antoinette d'Aubeterre, nobile francese († 1580)
- Tiberio Calcagni, scultore e architetto italiano († 1565)
- Amico Canobio, religioso, imprenditore e filantropo italiano († 1592)
- Hellier de Carteret, nobile britannico († 1581)
- Federico Ceruti, poeta e letterato italiano († 1611)
- Innocenzo Ciocchi del Monte, cardinale italiano († 1577)
- Philippe Danfrie, incisore francese († 1606)
- Giacomo Della Porta, architetto e scultore italiano († 1602)
- Orazio Farnese, nobile italiano († 1553)
- Hernando Franco, compositore spagnolo († 1585)
- Luís Fróis, gesuita, missionario e iamatologo portoghese († 1597)
- John Hawkins, corsaro, navigatore e politico inglese († 1595)
- Étienne Jodelle, drammaturgo francese († 1573)
- Namioka Tomokazu, militare giapponese († 1562)
- David Köler, organista, compositore e cantore tedesco († 1565)
- Dominicus Lampsonius, artista e umanista fiammingo († 1599)
- Orlando di Lasso, compositore fiammingo († 1594)
- Jean Leunis, gesuita fiammingo († 1584)
- Ludovico Madruzzo, cardinale italiano († 1600)
- Martino de Martini, vescovo cattolico italiano († 1582)
- Giulio di Alessandro de' Medici, ambasciatore e ammiraglio italiano († 1598)
- Diofebo II Meli Lupi, condottiero italiano († 1591)
- Menocchio, italiano
- Fabrizio Mordente, matematico italiano
- Ōuchi Yoshinaga, militare giapponese († 1557)
- Girolamo Muziano, pittore italiano († 1592)
- Thomas Norton, scrittore, avvocato e politico inglese († 1584)
- Organtino Gnecchi Soldo, gesuita e missionario italiano († 1609)
- Flavio Orsini, cardinale e vescovo cattolico italiano († 1581)
- Thomas Penny, medico e entomologo inglese († 1589)
- Henry Percy, VIII conte di Northumberland, conte britannico († 1585)
- Matteo Prunes, cartografo spagnolo († 1594)
- Ippolito Scalza, scultore e architetto italiano († 1617)
- Leonhart Schröter, compositore tedesco († 1601)
- Simone Pietro Simoni, filosofo italiano († 1602)
- Sō Yoshishige, militare giapponese († 1588)
- Hermann Thyraeus, teologo e gesuita tedesco († 1591)
- Tulsidas, poeta e mistico indiano († 1623)
- Maarten de Vos, pittore fiammingo († 1603)
- Giovanni Battista della Marca, pittore italiano († 1592)
- Ōkubo Tadayo, militare giapponese († 1594)

## Morti

### Gennaio
- 14 gennaio - Gabrio Medici, condottiero italiano (n. 1509)
- 30 gennaio - Ludovico di Canossa, vescovo cattolico italiano (n. 1475)

### Febbraio
- 3 febbraio - Accorsino da Lodi, condottiero italiano
- 19 febbraio - Enrico di Brunswick-Lüneburg, nobile tedesco (n. 1468)

### Marzo
- 1º marzo - Roberto Ambrogio Sanseverino, generale italiano (n. 1500)
- 27 marzo - Giovanni II di Opole, nobile polacco

### Aprile
- 14 aprile - Agostino Grimaldi, arcivescovo cattolico monegasco
- 15 aprile - Michael Gaismair, politico e rivoluzionario austriaco (n. 1490)

### Maggio
- 11 maggio - Elizabeth Stafford, nobile inglese (n. 1479)
- 14 maggio - Erich von Braunschweig-Grubenhagen, vescovo cattolico e militare tedesco (n. 1478)

### Giugno
- 22 giugno - William Spencer, politico e nobile inglese (n. 1496)
- 28 giugno - Pompeo Colonna, cardinale italiano (n. 1479)

### Luglio
- 8 luglio - Andrea Briosco, scultore italiano (n. 1470)
- 15 luglio - Pasquino Corso, condottiero italiano

### Agosto
- 16 agosto - Giovanni di Sassonia, principe (n. 1468)
- 19 agosto - Caritas Pirckheimer, religiosa e umanista tedesca (n. 1467)
- 22 agosto - William Warham, arcivescovo inglese
- 29 agosto - Martin Chambiges, architetto francese (n. 1460)

### Settembre
- 18 settembre - Vlad VII Înecatul, principe
- 20 settembre - Giacomo di Braganza, nobile portoghese (n. 1479)

### Ottobre
- 1º ottobre - Jan Gossaert, pittore fiammingo (n. 1478)
- 26 ottobre - Paolo Cappello, politico, ambasciatore e militare italiano (n. 1452)

### Novembre
- 12 novembre - Egidio da Viterbo, umanista, filosofo e cardinale italiano (n. 1469)
- 13 novembre - Luigi de Cardona i Enríquez, arcivescovo cattolico spagnolo (n. 1488)
- 17 novembre - Tullio Lombardo, scultore e architetto italiano
- 20 novembre - Alessandro Bentivoglio, nobile e condottiero italiano (n. 1474)

### Dicembre
- 2 dicembre - Luigi Gonzaga "Rodomonte", conte italiano (n. 1500)
- 3 dicembre - Luigi II del Palatinato-Zweibrücken, nobile tedesco (n. 1502)
- 8 dicembre - Giovanni Antonio De Lagaia, pittore svizzero
- 11 dicembre - Pietro Accolti, cardinale e vescovo cattolico italiano (n. 1455)
- 13 dicembre - Shlomo Molcho, rabbino e mistico portoghese (n. 1500)

### Senza giorno specificato
- Paride da Ceresara, umanista, poeta e astrologo italiano (n. 1466)
- Guglielmo Albimonte, condottiero italiano (n. 1476)
- Antonio Boselli, pittore italiano
- Giovanni Andrea De Magistris, pittore italiano (n. 1460)
- Giovanni Battista Della Palla, politico italiano (n. 1489)
- Benvenuto della Volpaia, orologiaio italiano (n. 1486)
- Nicolas Dipre, pittore francese
- Ludwig Krug, orafo, incisore e scultore tedesco
- Hernando de Luque, presbitero spagnolo
- Ramberto Novello Malatesta, condottiero italiano (n. 1475)
- Margherita Maloselli Cantelmo, nobile italiana (n. 1474)
- Piri Mehmed Pascià, politico ottomano (n. 1465)
- Alessandro Minuziano, editore italiano (n. 1450)
- Niccolò Pelliccione, condottiero italiano
- Bernardino Luini, pittore italiano
- Teodoro Trivulzio, militare italiano (n. 1458)
- Ugo da Carpi, incisore italiano (n. 1470)
- Alfonso de Valdés, teologo e scrittore spagnolo (n. 1490)
- Francesco Zaganelli, pittore italiano
- Cristóvão de Mendonça, nobile e esploratore portoghese (n. 1475)
- Frederic de Santcliment, nobile e politico spagnolo (n. 1488)
- Jacopino Scipioni, pittore italiano (n. 1470)

## Calendario
| Calendario 1532 | Calendario 1532 | Calendario 1532 | Calendario 1532 | Calendario 1532 | Calendario 1532 | Calendario 1532 | Calendario 1532 | Calendario 1532 | Calendario 1532 | Calendario 1532 | Calendario 1532 | Calendario 1532 | Calendario 1532 | Calendario 1532 | Calendario 1532 | Calendario 1532 | Calendario 1532 | Calendario 1532 | Calendario 1532 | Calendario 1532 | Calendario 1532 | Calendario 1532 | Calendario 1532 | Calendario 1532 | Calendario 1532 | Calendario 1532 | Calendario 1532 | Calendario 1532 | Calendario 1532 | Calendario 1532 | Calendario 1532 | Calendario 1532 |
| --------------- | --------------- | --------------- | --------------- | --------------- | --------------- | --------------- | --------------- | --------------- | --------------- | --------------- | --------------- | --------------- | --------------- | --------------- | --------------- | --------------- | --------------- | --------------- | --------------- | --------------- | --------------- | --------------- | --------------- | --------------- | --------------- | --------------- | --------------- | --------------- | --------------- | --------------- | --------------- | --------------- |
|                 | 1               | 2               | 3               | 4               | 5               | 6               | 7               | 8               | 9               | 10              | 11              | 12              | 13              | 14              | 15              | 16              | 17              | 18              | 19              | 20              | 21              | 22              | 23              | 24              | 25              | 26              | 27              | 28              | 29              | 30              | 31              |                 |
| Gennaio         | Lu              | Ma              | Me              | Gi              | Ve              | Sa              | Do              | Lu              | Ma              | Me              | Gi              | Ve              | Sa              | Do              | Lu              | Ma              | Me              | Gi              | Ve              | Sa              | Do              | Lu              | Ma              | Me              | Gi              | Ve              | Sa              | Do              | Lu              | Ma              | Me              |                 |
| Febbraio        | Gi              | Ve              | Sa              | Do              | Lu              | Ma              | Me              | Gi              | Ve              | Sa              | Do              | Lu              | Ma              | Me              | Gi              | Ve              | Sa              | Do              | Lu              | Ma              | Me              | Gi              | Ve              | Sa              | Do              | Lu              | Ma              | Me              | Gi              |                 |                 |                 |
| Marzo           | Ve              | Sa              | Do              | Lu              | Ma              | Me              | Gi              | Ve              | Sa              | Do              | Lu              | Ma              | Me              | Gi              | Ve              | Sa              | Do              | Lu              | Ma              | Me              | Gi              | Ve              | Sa              | Do              | Lu              | Ma              | Me              | Gi              | Ve              | Sa              | Do              |                 |
| Aprile          | Lu              | Ma              | Me              | Gi              | Ve              | Sa              | Do              | Lu              | Ma              | Me              | Gi              | Ve              | Sa              | Do              | Lu              | Ma              | Me              | Gi              | Ve              | Sa              | Do              | Lu              | Ma              | Me              | Gi              | Ve              | Sa              | Do              | Lu              | Ma              |                 |                 |
| Maggio          | Me              | Gi              | Ve              | Sa              | Do              | Lu              | Ma              | Me              | Gi              | Ve              | Sa              | Do              | Lu              | Ma              | Me              | Gi              | Ve              | Sa              | Do              | Lu              | Ma              | Me              | Gi              | Ve              | Sa              | Do              | Lu              | Ma              | Me              | Gi              | Ve              |                 |
| Giugno          | Sa              | Do              | Lu              | Ma              | Me              | Gi              | Ve              | Sa              | Do              | Lu              | Ma              | Me              | Gi              | Ve              | Sa              | Do              | Lu              | Ma              | Me              | Gi              | Ve              | Sa              | Do              | Lu              | Ma              | Me              | Gi              | Ve              | Sa              | Do              |                 |                 |
| Luglio          | Lu              | Ma              | Me              | Gi              | Ve              | Sa              | Do              | Lu              | Ma              | Me              | Gi              | Ve              | Sa              | Do              | Lu              | Ma              | Me              | Gi              | Ve              | Sa              | Do              | Lu              | Ma              | Me              | Gi              | Ve              | Sa              | Do              | Lu              | Ma              | Me              |                 |
| Agosto          | Gi              | Ve              | Sa              | Do              | Lu              | Ma              | Me              | Gi              | Ve              | Sa              | Do              | Lu              | Ma              | Me              | Gi              | Ve              | Sa              | Do              | Lu              | Ma              | Me              | Gi              | Ve              | Sa              | Do              | Lu              | Ma              | Me              | Gi              | Ve              | Sa              |                 |
| Settembre       | Do              | Lu              | Ma              | Me              | Gi              | Ve              | Sa              | Do              | Lu              | Ma              | Me              | Gi              | Ve              | Sa              | Do              | Lu              | Ma              | Me              | Gi              | Ve              | Sa              | Do              | Lu              | Ma              | Me              | Gi              | Ve              | Sa              | Do              | Lu              |                 |                 |
| Ottobre         | Ma              | Me              | Gi              | Ve              | Sa              | Do              | Lu              | Ma              | Me              | Gi              | Ve              | Sa              | Do              | Lu              | Ma              | Me              | Gi              | Ve              | Sa              | Do              | Lu              | Ma              | Me              | Gi              | Ve              | Sa              | Do              | Lu              | Ma              | Me              | Gi              |                 |
| Novembre        | Ve              | Sa              | Do              | Lu              | Ma              | Me              | Gi              | Ve              | Sa              | Do              | Lu              | Ma              | Me              | Gi              | Ve              | Sa              | Do              | Lu              | Ma              | Me              | Gi              | Ve              | Sa              | Do              | Lu              | Ma              | Me              | Gi              | Ve              | Sa              |                 |                 |
| Dicembre        | Do              | Lu              | Ma              | Me              | Gi              | Ve              | Sa              | Do              | Lu              | Ma              | Me              | Gi              | Ve              | Sa              | Do              | Lu              | Ma              | Me              | Gi              | Ve              | Sa              | Do              | Lu              | Ma              | Me              | Gi              | Ve              | Sa              | Do              | Lu              | Ma              |                 |